# Elasmus brevicornis
Elasmus brevicornis är en stekelart som beskrevs av Charles Joseph Gahan 1922. Elasmus brevicornis ingår i släktet Elasmus och familjen finglanssteklar.
Artens utbredningsområde är:
- Kongo.
- Pakistan.
- Sri Lanka.

Inga underarter finns listade i Catalogue of Life.